# Fjodorowka (Kobra)
Die Fjodorowka (russisch Фёдоровка) ist ein rechter Nebenfluss der Kobra in der russischen Oblast Kirow.
Die Fjodorowka entspringt auf dem Nordrussischen Landrücken im äußersten Süden der Republik Komi. 
Sie fließt anfangs in überwiegend südlicher Richtung in die Oblast Kirow und wendet sich später nach Ostnordost. Sie trifft schließlich auf die von Osten heranströmende Kobra – 51 km vor deren Mündung in die Wjatka. 
8,1 km oberhalb der Mündung der Fjodorowka trifft ihr bedeutendster Nebenfluss, der Mytez, von links auf den Fluss.
Die Fjodorowka hat eine Länge von 139 km. Sie entwässert ein Areal von 2380 km².
Der mittlere Abfluss 45 km oberhalb der Mündung beträgt 8 m³/s.
Die Fjodorowka wird hauptsächlich von der Schneeschmelze gespeist. 
In den Monaten April bis Juni führt sie Hochwasser. Der Fluss bleibt von Oktober oder November bis April eisbedeckt.
Zumindest früher wurde die Fjodorowka zum Flößen genutzt.